# Leptodictyum riparium
Leptodictyum riparium là một loài Rêu trong họ Amblystegiaceae. Loài này được (Hedw.) Warnst. mô tả khoa học đầu tiên năm 1906.